# Jam Room
Jam Room è il quarto album in studio del gruppo musicale rock statunitense Clutch, pubblicato nel 1999.

## Tracce
1. Who Wants to Rock? – 1:24
2. Big Fat Pig – 4:53
3. Going to Market – 2:00
4. One Eye Dollar – 1:13
5. Raised by Horses – 3:20
6. Bertha's Big Back Yard – 0:26
7. Gnome Enthusiast – 3:14
8. Swamp Boot Upside Down – 3:24
9. Basket of Eggs – 4:58
10. Release the Kraken – 3:35
11. The Drifter – 4:29
12. I Send Pictures – 3:35
13. Sink 'Em Low – 3:56
14. Super Duper – 2:58
15. Release the Dub – 3:44

## Formazione
- Neil Fallon – voce, chitarra, tastiere
- Tim Sult – chitarra
- Dan Maines – basso
- Jean-Paul Gaster – batteria